# Jacques Herbrand
Jacques Herbrand (Paris, 12 de fevereiro de 1908 — Oisans, 27 de julho de 1931) foi um matemático francês. Trabalhou em lógica matemática e teoria dos corpos de classes.

## Carreira
Herbrand introduziu funções recursivas em meados de 1932. A expressão teorema de Herbrand se refere a dois teoremas completamente diferentes. Um é o resultado da sua tese de doutorado em teoria da prova, e do teorema de Herbrand-Ribet. O quociente de Herbrand é um tipo de característica de Euler, usada em algebra homológica. Ele contribuiu para o programa de Hilbert nos fundamentos da matemática fornecendo uma demonstração de consistência construtiva para um sistema fraco da aritmética. A demonstração usa o supramencionado teorema de Herbrand em teoria da prova.
Herbrand terminou seu doutorado na École Normale Supérieure em Paris sob a orientação de Ernest Vessiot, em 1929. Entretanto, ele ingressou no exército em outubro de 1929, e não defendeu sua tese na Sorbonne antes do ano seguinte. Ele ganhou uma bolsa Rockefeller que o permitiu estudar na Alemanha em 1931, primeiro com John von Neumann em Berlim, e em junho com Emil Artin em Hamburgo, e finalmente com Emmy Noether em Göttingen.
Ele submeteu seu principal estudo sobre da teoria da prova e funções recursivas gerais, "On the consistency of arithmetic" (Sobre a consistência da aritmética) no início de 1931. Enquanto seu ensaio estava sendo examinado, o "Über formal unentscheidbare Sätze der Principia Mathematica und verwandter Systeme I" (Sobre sentenças formalmente indecidíveis do Principia Mathematica e sistemas relacionados I) de Gödel anunciou a impossibilidade de formalizar a prova de consistência de uma teoria suficientemente forte dentro dessa própria teoria. Herbrand estudou o ensaio de Gödel e escreveu um apêndice para o seu próprio estudo explicando porque o resultado de Gödel não contradizia o seu. Em julho daquele ano ele estava escalando os Alpes franceses com dois amigos, caiu nas montanhas de granito do Massif des Écrins e morreu. "On the consistency of arithmetic" foi publicado postumamente.

## Método de unificação por transformação em sistemas de equações (concebido por Jacques Herbrand em 1930)
Definição de "unificador": Seja S={ t1 = t1', ..., tn = tn'} um sistema de equações entre termos de uma assinatura L, possivelmente contendo X1,...., Xn. Uma substituição unificadora de S, ou simplesmente um unificador de S é uma substituição [s1/X1,....,sn/Xn] tal que torna todas as equações em equações entre termos idênticos.
O método da unificação de termos por transformações entre sistemas de equações é constituído de três regras básicas: 
Obs. U (significa união nos exemplos abaixo)ː
1. (Eliminação de triviais): S U {X = X} ---> S
2. (Decomposição de termos): S U {f(t1,...,tn) = f(t1', ..., tn')} -----> S U { t1 = t1', ..., tn = tn'}
3. (Eliminação de variáveis): S U { X = t} ----> S[t/X] U {X = t}

## Corretude e completude do método de unificação por transformações entre sistemas de equações
Herbrand mostrou que esse método é "correto e completo", isto é:
1. Se o método encontra uma substituição "J", então, aplicando J ao sistema inicial S estaremos resolvendo todas as suas equações (corretude).
2. Se o sistema inicial S tem uma solução "J"  então o método encontra essa substituição em um número finito de aplicações de suas regras (completude).

## Teorema de Herbrand
Seja S um conjunto de cláusulas numa assinatura L. Então: S é insatisfatível (não-satisfatível) se e somente se existe um conjunto finito de instâncias básicas de cláusulas de S que é insatisfatível.
ou seja: 
1. Se um conjunto de fórmulas for insatisfatível então existe um conjunto finito de instâncias básicas dessas fórmulas que comprovam isso, isto é, é também insatisfatível (completude).
2. Se existe um conjunto de instancias básicas dessas fórmulas que é insatisfatível, então o conjunto em si é insatisfatível (corretude).

## Citação
"Jacques Herbrand teria odiado Bourbaki" disse o matemático francês Claude Chevalley, esta citação se encontra em "Nicolas Bourbaki: Faits et légendes" Edition du Choix, 1995, de Michèle Chouchan.